# 巴列赫拉
巴列赫拉，是西班牙卡斯蒂利亚-莱昂布尔戈斯省的一个市镇。总面积18平方公里，总人口53人（2001年），人口密度3人/平方公里。